# DARPA Falcon Project

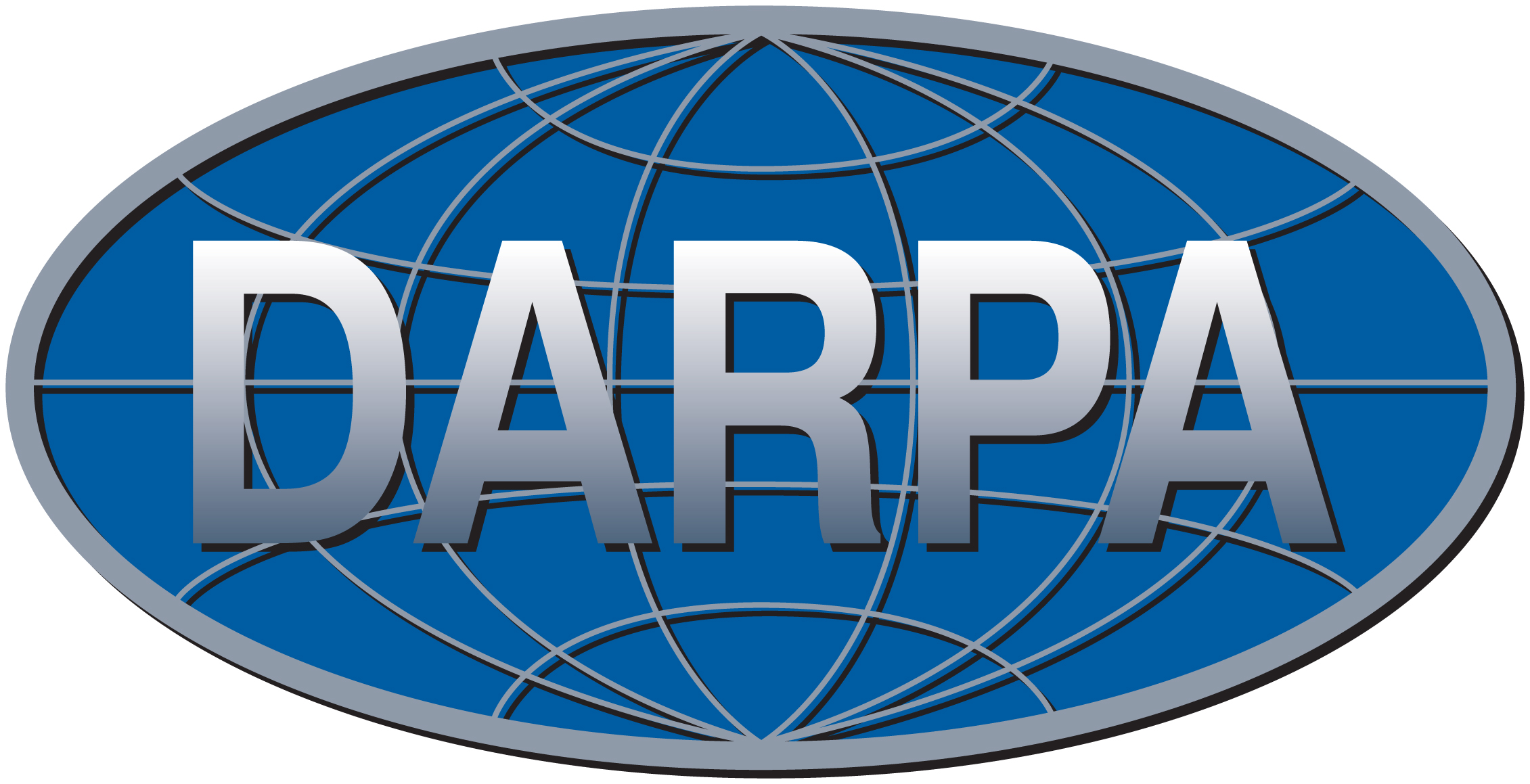
Il logo della DARPA

Il DARPA Falcon Project, (Force Application and Launch from Continental United States), è un progetto congiunto tra la Defense Advanced Research Projects Agency (DARPA) e la United States Air Force (USAF). Una parte del programma mira a sviluppare la costruzione di un veicolo in grado di raggiungere velocità ipersoniche, lo sviluppo del suo sistema di lancio e il lancio di piccoli satelliti in orbita terrestre. Il programma è stato annunciato nel 2003 e iniziato nel 2006.

## Velivoli del progetto FALCON
- X-41 Common Aero Vehicle (CAV) Uno spazioplano sperimentale per la manovra di rientro nell'atmosfera di cui non sono state ancora mostrare al pubblico immagini. Le uniche informazioni note sono che è in grado di supportare un carico utile di 1000 libbre (circa 450 kg) in voli ipersonici a traiettoria suborbitale, il resto è ancora segreto.
- HTV-1 Originariamente pianificato per un test nel 2007 poi cancellato.
- HTV-2
- HTV-3X "Blackswift"

### HTV-2

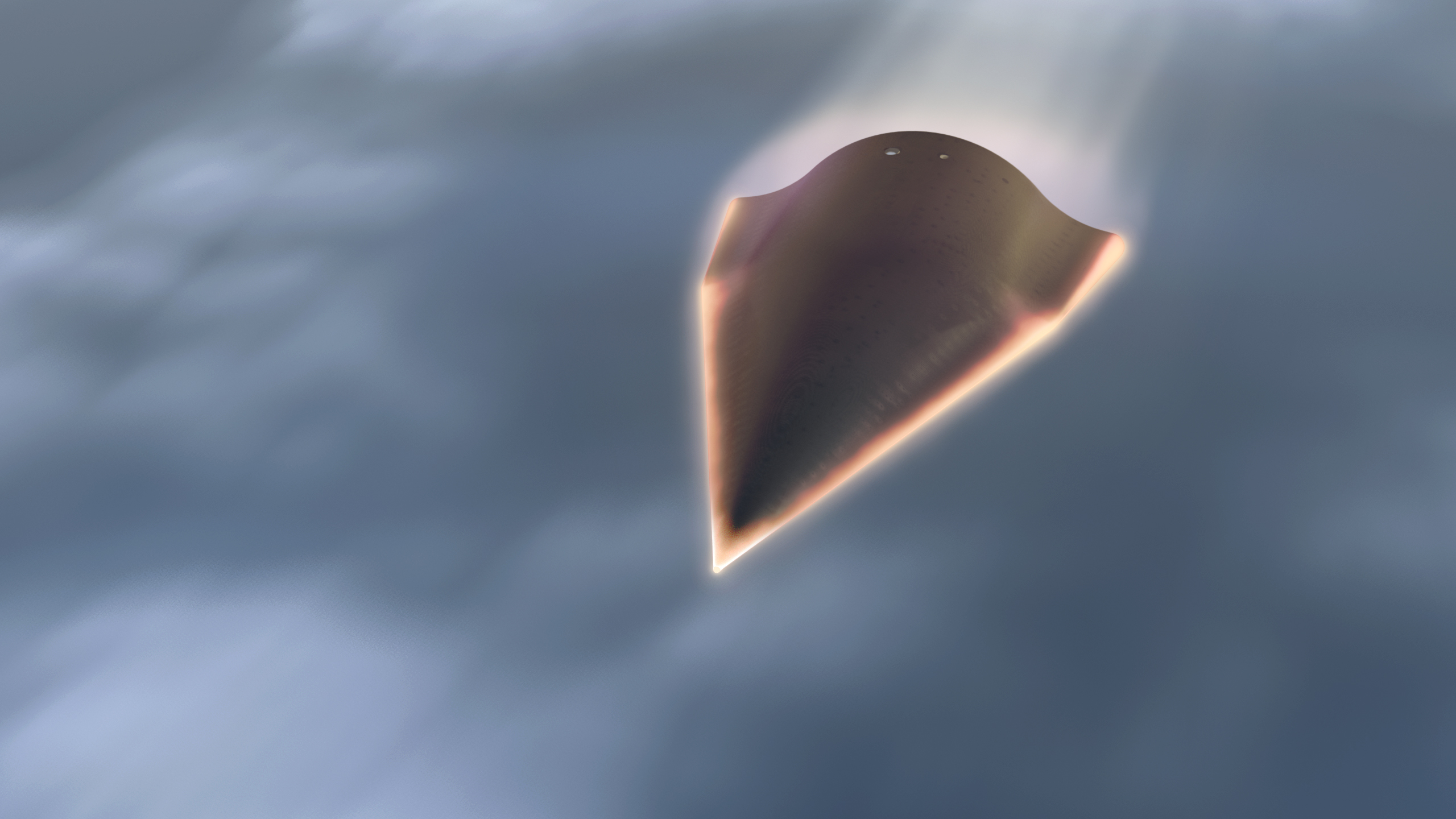
Illustrazione di un Hypersonic Test Vehicle 2 (HTV-2)

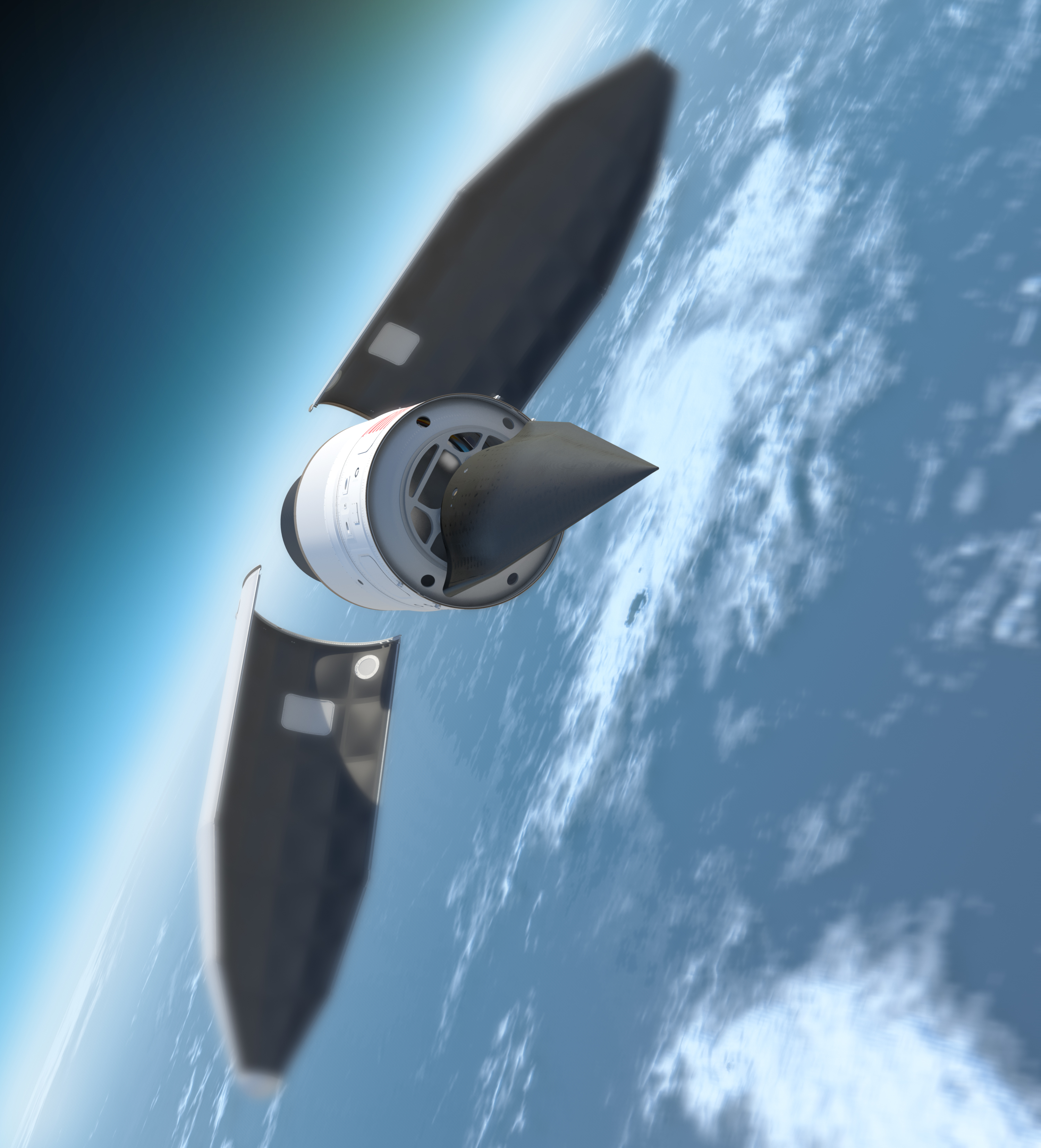
HTV-2 in fase di distacco dal Minotaur IV

Falcon Hypersonic Technology Vehicle (HTV-2) è il nome dell'aeromobile in grado di raggiungere velocità superiori a MACH 22, cioè circa 26000 km/h, in volo sub-orbitale.
Il veicolo aereo, un incrocio tra la forma di una punta di freccia e un delta wing affusolato, è senza pilota e nasce all'interno di un progetto combinato tra la DARPA e l'USAF denominato Prompt Global Strike, che ha cercato di dare agli strateghi militari statunitensi la possibilità di colpire obiettivi in tutto il mondo nel giro di un'ora, (da qui il nome Prompt Global Strike: Colpo Globale Immediato). Se il progetto da 320 milioni di dollari avesse funzionato, il Falcon avrebbe potuto sostituire i missili balistici intercontinentali; oltretutto ha una capacità di carico utile di 2500 kg, sufficienti per una testata nucleare. Considerando la velocità che raggiunge, anche senza la testata, l'energia sprigionata dall'impatto col suolo sarebbe sufficiente per devastare aree grandi quanto un piccolo paese. Per resistere alle altissime temperature (circa 2000 °C) dovute al contatto con l'atmosfera, durante la fase di rientro, il Falcon è stato progettato con uno scudo termico a struttura metallica di nuova concezione. Il progetto dovrebbe concludersi nel 2025, anno in cui gli ingegneri dell'HTV-2 dovrebbero fargli compiere con successo un volo ad una velocità di circa 35400 km/h.

#### Il razzo vettore
L'HTV-2 è stato lanciato con un Minotaur IV.
Caratteristiche:
- 4 Stadi

1. Stadio SR-118 da 2200 kN
2. Stadio SR-119 da 1365 kN
3. Stadio SR-120 da 329 kN
4. Stadio Orion-38 da 32,2 kN

- Tutti gli stadi usano propellente solido
- Orbita bassa, ovvero tra i 160 ed 2000 km di altitudine
- Relativamente economico
- Componenti derivati altri Missili Intercontinentali (ICBM) quali LGM-118 Peacekeeper e LGM-30 Minuteman

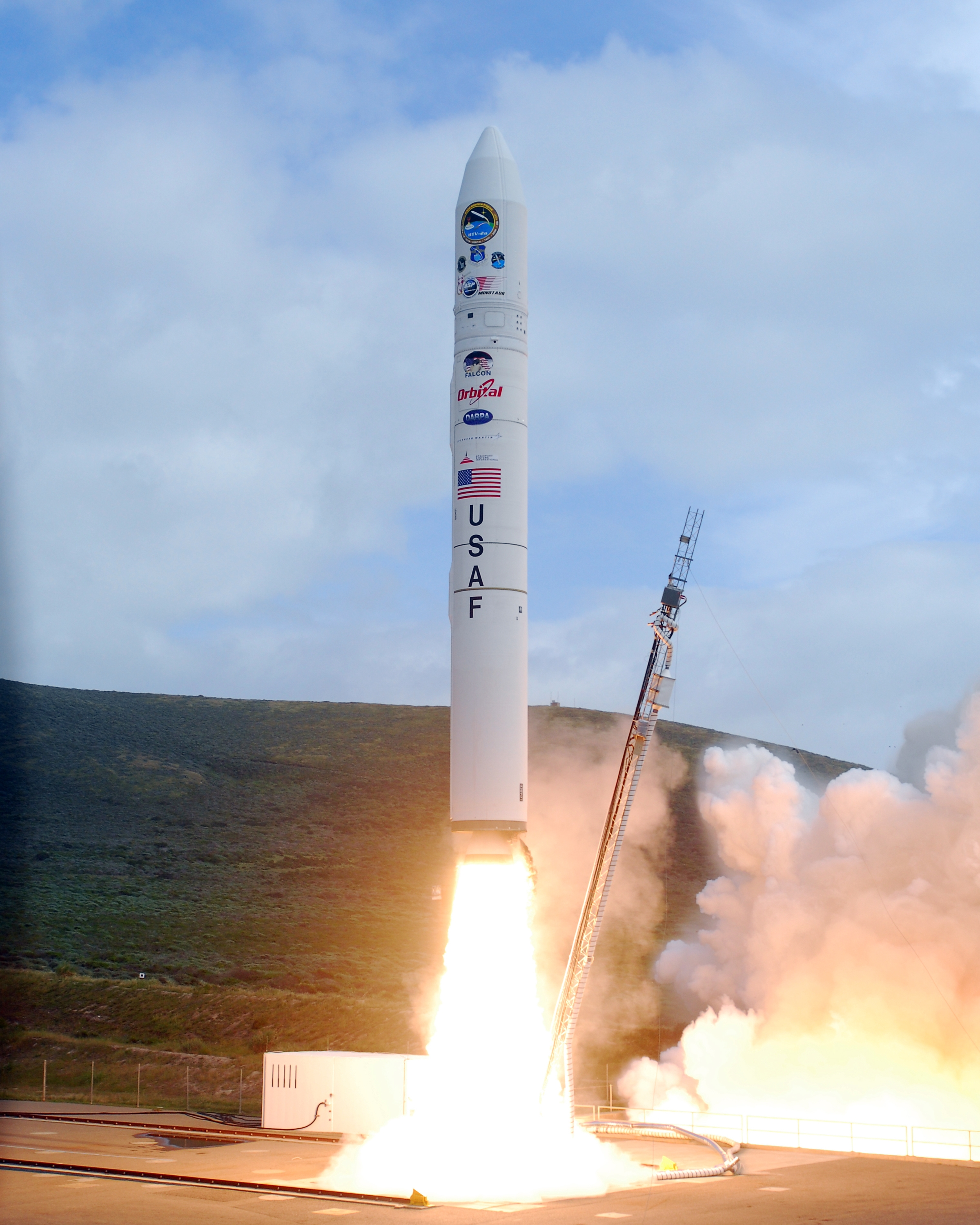
Il Minotaur IV in decollo
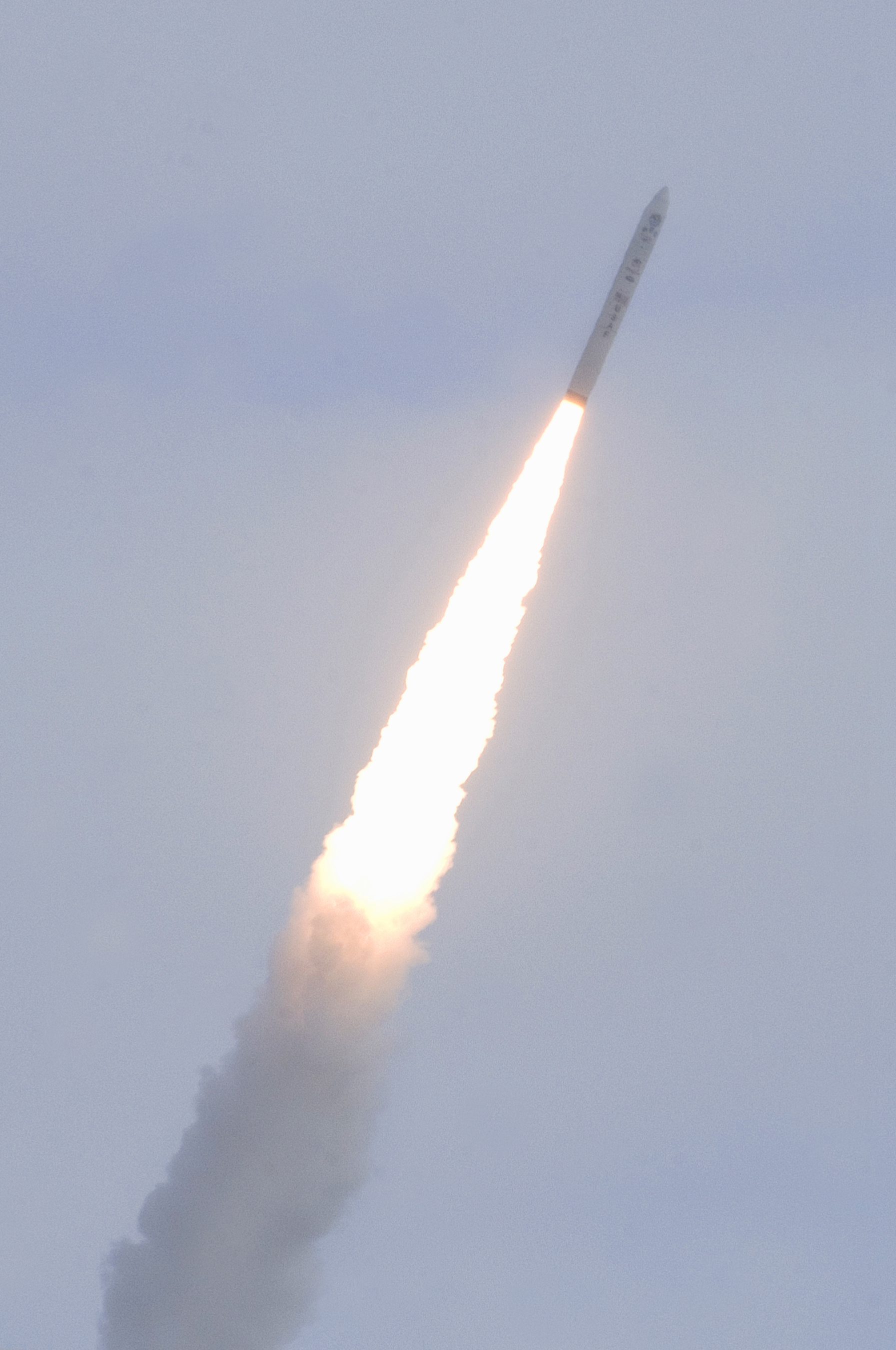
Minotaur IV
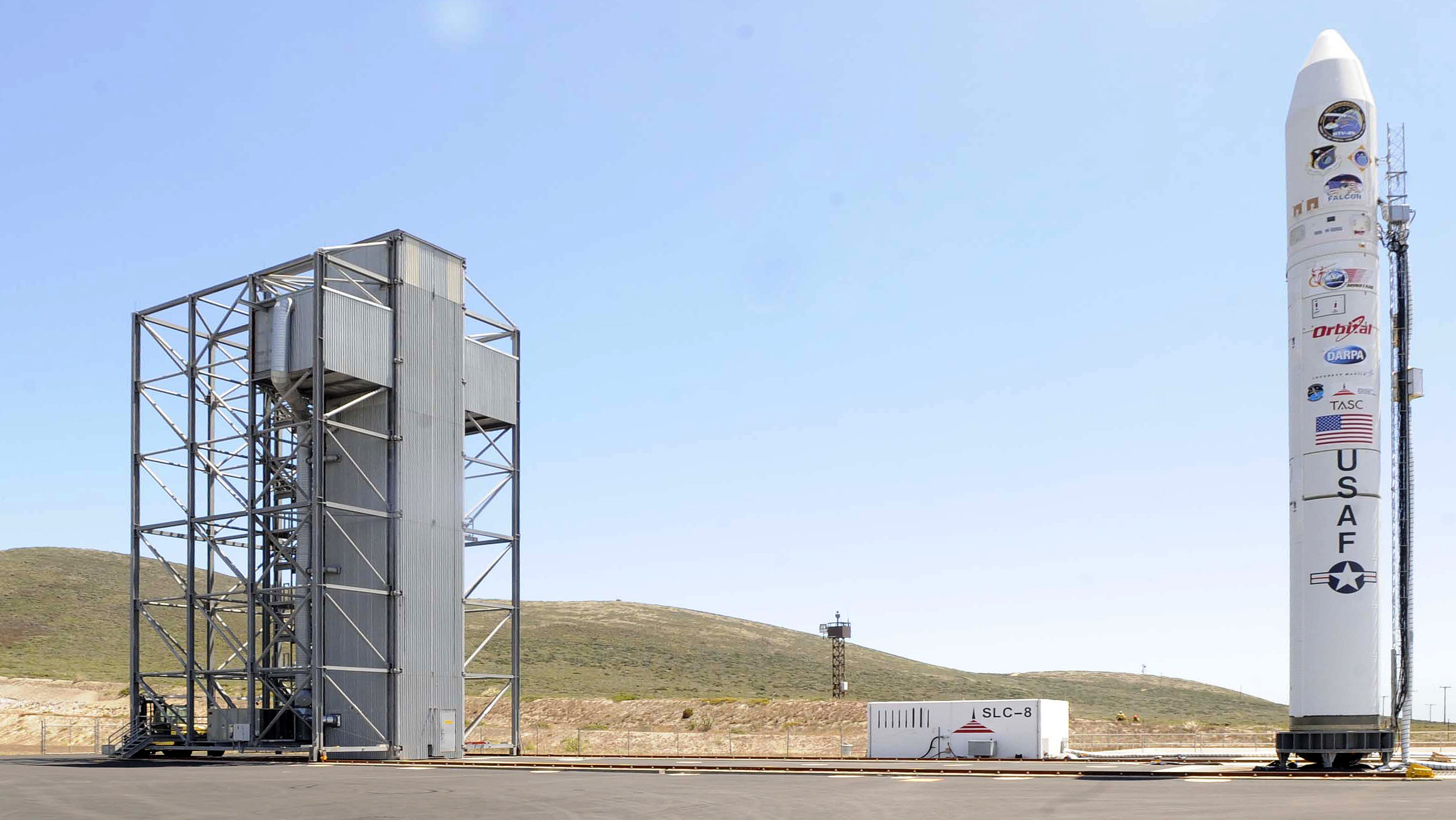
Minotaur IV sulla rampa di lancio
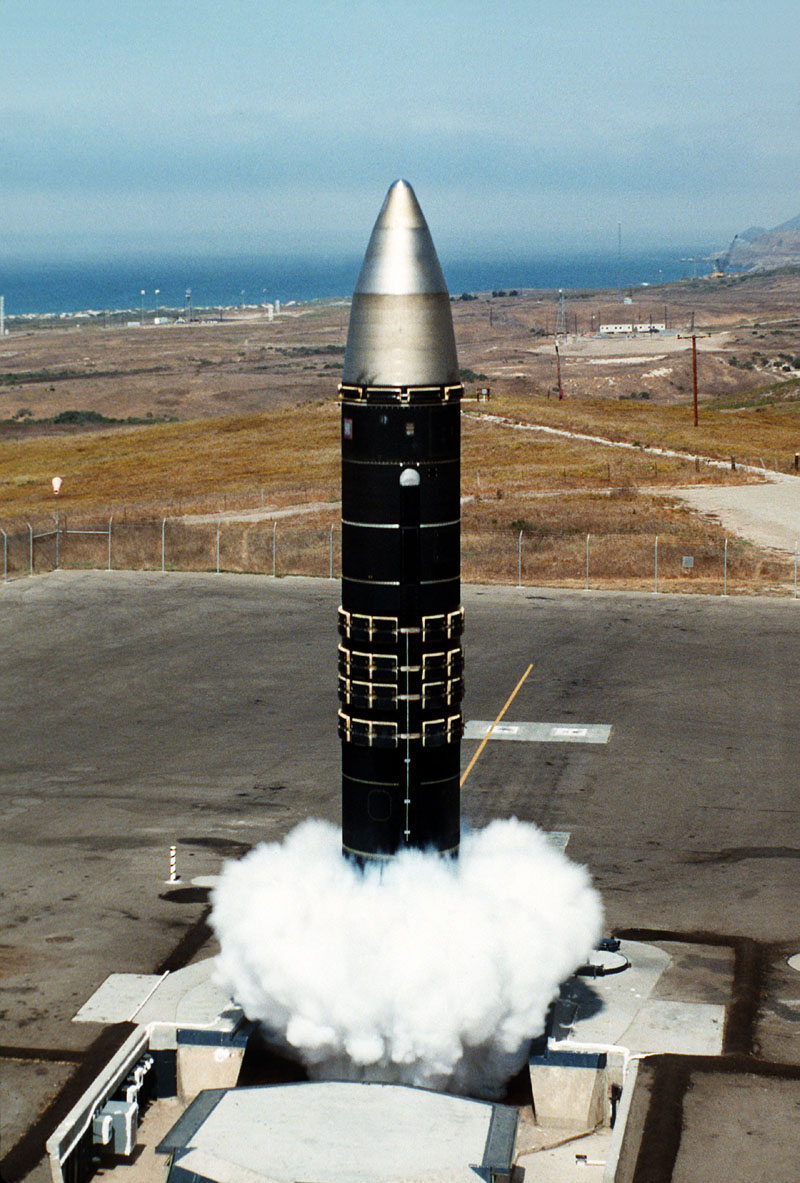
ICBM LGM-118 Peacekeeper
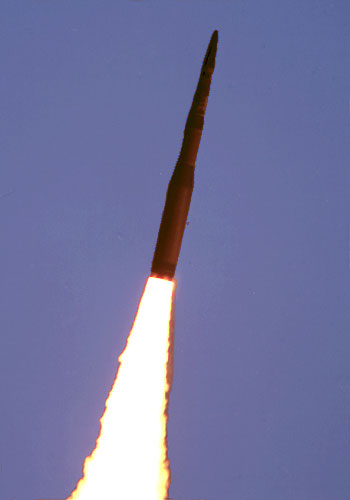
ICBM Minuteman

### Il test di volo dell'HTV-2 dell'11 agosto 2011

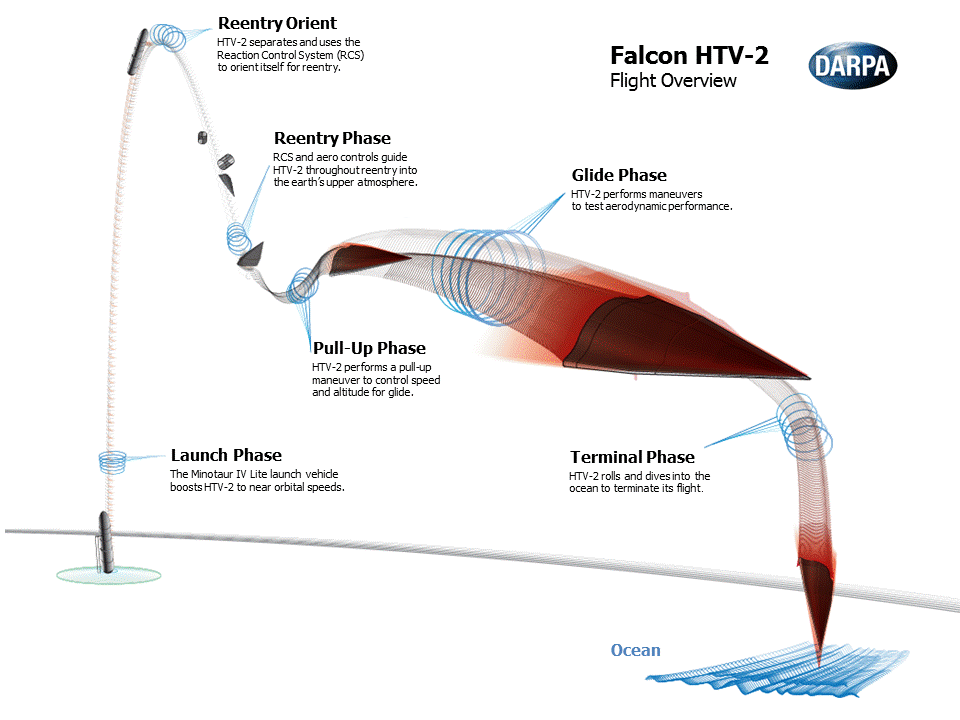
Fasi del volo dell'HTV-2

#### Decollo e piano di volo
Il decollo è avvenuto alle 7:45 di mattina dell'11 agosto dalla Vandenberg Air Force Base, in California meridionale, una base usata per il lancio di missili e satelliti spaziali. Secondo il piano di volo, il Falcon, si sarebbe dovuto staccare dal razzo vettore prima di raggiungere l'apice d'ascesa per poi planare come uno shuttle in discesa nell'atmosfera e infine lanciarsi in picchiata verso terra alla velocità di circa 26000 km/h (circa 7200 m/s).

#### L'ammaraggio
In un comunicato la DARPA ha riferito della perdita di contatto con il Falcon 26 minuti dopo il lancio. Il velivolo è precipitato nelle fredde acque dell'Oceano Pacifico dopo il distacco dal razzo vettore Minotaur IV della Orbital Sciences Corp. L'esercito degli Stati Uniti si è subito affrettato a movimentare numerosi mezzi per la ricerca e il recupero dell'HTV-2. Questa è la seconda volta che l'HTV-2 si inabissa nell'Oceano: nell'aprile 2010 il primo test per il Falcon ha avuto il medesimo esito di quello dell'11 agosto 2011. La perdita del drone ipersonico impartisce una grave battuta d'arresto al lavoro degli ingegneri che cercano di perfezionare la tecnica di volo a velocità decine di volte superiori a quella del suono.

### HTV-3x "Blackswift"
HTV-3x, conosciuto anche come Blackswift, è un prototipo di aereo ipersonico senza pilota. Il Blackswift è uno spazioplano costruito grazie ad una cooperazione tra la sezione Skunk Works della Lockheed, Boeing e ATK. Nel settembre 2007 la USAF ha firmato un accordo per continuare il progetto. Il velivolo doveva essere sviluppato per decollare da una pista (non come un razzo) e raggiungere ogni posto della terra in circa due ore, volando anche appena al di fuori dell'atmosfera e a velocità ipersoniche; alla fine, l'HTV-3x, doveva atterrare sempre su pista. Il Blackswift doveva accelerare fino a Mach 3 con un motore a turbina e raggiungere Mach 6 con un motore Scramjet (supersonic combustion ramjet). I motori saranno della Pratt & Whitney Rocketdyne.
Nell'ottobre del 2008, tredici mesi dopo aver firmato l'accordo, tutto progetto Blackswift è stato annullato, causa, mancanza di fondi.